# Entente Sportive Bisontine Féminin
Entente Sportive Bisontine Féminin ist ein französischer Handballverein in Besançon. Die Damenmannschaft spielte in der höchsten französischen Spielklasse, der Division 1.

## Bekannte ehemalige Spielerinnen
- Mouna Chebbah
- Sandrine Delerce
- Stéphanie Fiossonangaye Anthonioz
- Sophie Herbrecht
- Svetlana Mugoša-Antić
- Valérie Nicolas
- Véronique Pecqueux-Rolland
- Myriame Saïd Mohamed

## Erfolge
- Französischer Meister: 1988, 1998, 2001 und 2003
- Französischer Pokalsieger: 2001, 2002, 2003 und 2005
- Französischer Ligapokalsieger: 2003 und 2004
- Europapokal der Pokalsieger: 2003